# Alexisbad

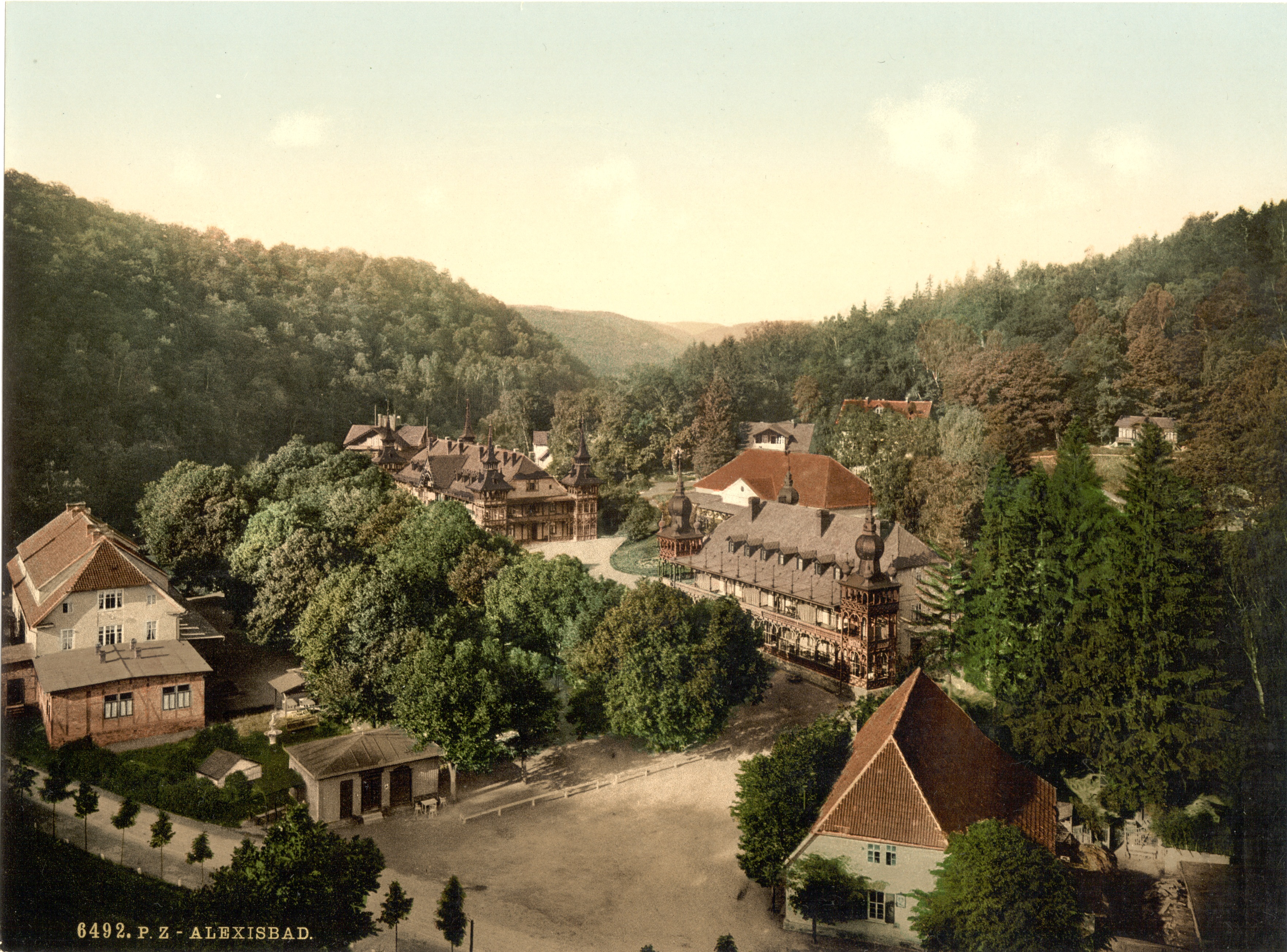
Alexisbad, Ende des 19. Jahrhunderts

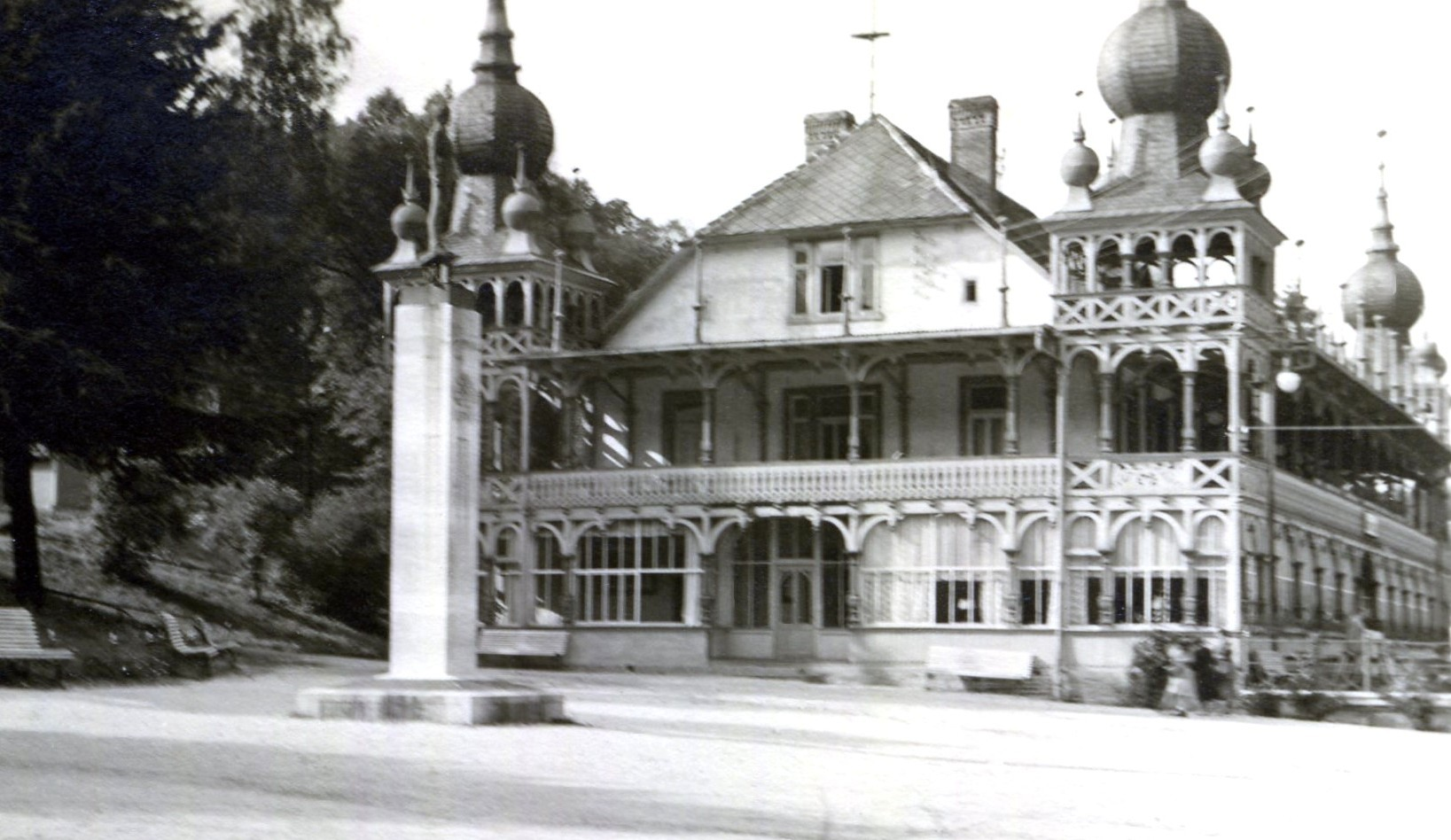
Kurhaus und VDI-Denkmal, August 1940

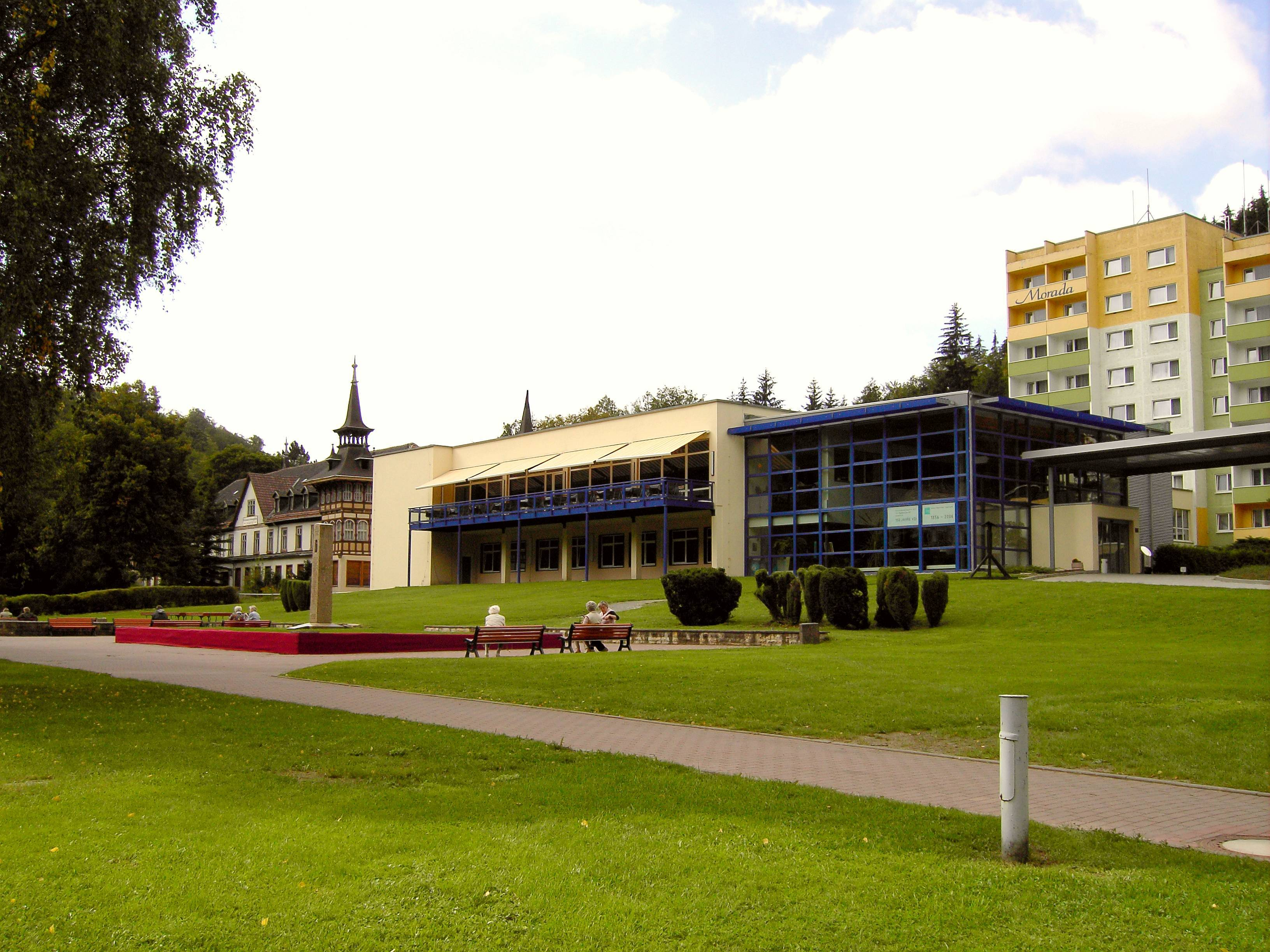
Kuranlage in Alexisbad

Alexisbad im Mittelgebirge Harz ist ein Ortsteil der Stadt Harzgerode im Landkreis Harz in Sachsen-Anhalt.
Der Stadtteil hat 42 Einwohner, er dient insbesondere als Ausflugs- und Urlaubsort.

## Geographie

### Lage
Alexisbad liegt im Unterharz im Naturpark Harz/Sachsen-Anhalt. Es befindet sich rund zwei Kilometer westnordwestlich der Kernstadt von Harzgerode auf etwa 310 bis 345 m ü. NN im Selketal, am Westufer der Selke. Unmittelbar oberhalb von Alexisbad mündet der Schwefelbach in die Selke, in die unterhalb der Ortschaft an der Klostermühle der Friedenstalbach einfließt. Südwestlich zweigt die durch Alexisbad führende Bundesstraße 185 von der Bundesstraße 242 ab. Nordnordöstlicher Nachbarort ist der Harzgeroder Stadtteil Mägdesprung.

### Ortsteile
Die Ortsteile von Alexisbad sind Hänichen, Klostermühle und Schneidemühle.

## Geschichte

Die Petruskapelle von Alexisbad

Am Standort des heutigen Alexisbads wurde 983 als Besitzung des Nienburger Benediktinerklosters die Örtlichkeit Hagananroth (Hagenrode) genannt. Sie war damit eine der ältesten Siedlungen im Unterharz. Nach einer im 13. Jahrhundert aufgezeichneten Legende wurde sie nach Verlegung des Benediktinerklosters von Thankmarsfelde 975 nach Nienburg durch Abt Hagano gegründet. 993 erhielt Hagenrode von König Otto III. das Markt-, Münz- und Zollrecht verliehen, das der Abt aber im benachbarten Hasacanroth (Harzgerode) ausüben ließ. Hagenrode als administratives Zentrum der Nienburger Besitzungen im und am Harz wurde am 24. Mai 1179 als Propstei der Benediktiner unter den Schutz Papst Alexanders III. gestellt und in seinen Besitzungen bestätigt. Nach einer kurzen Blütezeit erlebte das Nienburger Filialkloster eine langwährende Niedergangsphase und fiel schließlich, von den Konventualen inzwischen verlassen, 1525 der Plünderung im Bauernkrieg zum Opfer. Mit der Säkularisation des Nienburger Klosters gelangte auch der Besitz der Propstei an die Landesherren und ehemaligen Schutzvögte, die Fürsten von Anhalt.
Kontinuierlich arbeiteten über Jahrhunderte im Gelände Alexisbads zwei Wassermühlen, die Klostermühle und die etwas oberhalb gelegene Konrodsmühle. Frühzeitig wurde im Selketal der Bergbau aufgenommen. Gegenüber dem Kloster am rechten Selkehang strich der Dreifaltigkeits- oder Drusengangzug aus, der durch den Katharinenstollen erschlossen blei-, silber- und zinkhaltige Erze lieferte. Schwefel-, blei-, kupfer- und arsenhaltiges Material dagegen enthielt der einige 100 Meter oberhalb im Selketal ausstreichende Reiche Davidsgangzug, erschlossen durch den Davids- oder Schwefelstollen. Ein erster Hinweis für die Nutzung der Gangzüge liegt aus dem Jahre 1495 vor. In den Stollen, die auch der Wasserlösung der Gruben des Harzgeröder Bergbaureviers dienten, wurde der Abbau mit wechselndem Erfolg sporadisch betrieben und endete in der Mitte des 18. Jahrhunderts. Eine Verarbeitung der Bodenschätze hatte zeitweise vor Ort stattgefunden, so in einer bis zum Beginn des Dreißigjährigen Krieges genutzten Eisenhütte im Bereich des ehemaligen Klosters und in einer nahe dem Davidsstollen gelegenen Schwefelhütte.
1766 untersuchte der Leibarzt Fürst Friedrich Albrechts von Anhalt-Bernburg das aus dem Mundloch des aufgelassenen Davidsstollens fließende bräunlich gefärbte Wasser. Er fand bei der Analyse hauptsächlich Eisen, Bittersalz und kalkhaltiges Material (Kalcherde) und stufte es als heilsames Wasser ein. Genutzt wurde es für Heilkuren gichtkranker und nervenschwacher Patienten in der vom Fürsten gekauften Konrodsmühle, die nun Bademühle hieß. Unter Herzog Alexius Friedrich Christian von Anhalt-Bernburg wurde das Wasser des Stollens 1809 von Carl Ferdinand Graefe (1787–1840) erneut untersucht und wegen seines Gehalts an Jod, Fluor und Eisen empfohlen. In der Folgezeit erhielt es die Charakterisierung als saure, arsenführende Eisensulfat- und Vitriolquelle. Der wieder auflebende Kurbetrieb führte zur Gründung einer Brunnendirektion und der Errichtung mehrerer Gebäude, darunter eines Badehauses. Im Zuge der Beherbergungswirtschaft folgte ebenso die Anlage einer Spielbank und somit die Entstehung von Alexisbad, benannt nach dem regierenden Herzog. Der nach dem heiligen Alexius benannte Herzog Alexius Friedrich Christian von Anhalt-Bernburg (1767–1834) gilt somit als Gründer des heutigen Kurortes Alexisbad 1810 („Stahlbad Alexisbad im Harz“).
Als am Ort vorhandene Heilfaktoren standen das aus dem Schwefelstollen gewonnene Wasser für Bäder, das aus dem ehemaligen Katharinenstollen austretende kohlensaure Wasser mit hohem Mangan- und Eisengehalt für Trinkkuren und das aus einem weiteren aufgelassenen Stollen links der Selke, der Schönheitsquelle, fließende Wasser zur Verfügung. Zusätzlich kam das aus Suderode beschaffte Wasser einer Chlor-Kalzium-Quelle zum Einsatz.
Eine erste Darstellung der Geschichte Alexisbads findet sich in dem Aufsatz von Carl Ferdinand von Graefe, Rückblicke auf Alexisbad und dessen Litteratur (Journal für Chirurgie und Augenheilkunde, XV/1, 1831, S. 1–18). Die Bau- und Ortsplanungen gehen auf den Architekten Karl Friedrich Schinkel (1781–1841) zurück. Bedeutendster Gast des überregional bekannten Bade-, Kur- und Erholungsortes war 1820 Carl Maria von Weber. Am 12. Mai 1856 wurde in Alexisbad anlässlich eines Ausfluges des Berliner Akademischen Vereines Hütte der Verein Deutscher Ingenieure (VDI) gegründet. Im Park vor dem Kurhotel erinnert heute das 1993 neu aufgestellte VDI-Denkmal an dieses Ereignis. Ein ursprünglich im Jahr 1931 aufgestelltes Denkmal befindet sich seit 1981 am Sitz des VDI in Düsseldorf.
Nach Karl Friedrich Schinkels Entwurf wurde auch das in entsprechendem Stil 1822 für die private Nutzung der herzöglichen Familie gedachte Schweizerhaus errichtet. Durch US-amerikanischen Artilleriebeschuss im Mai 1945 stark beschädigt, musste die Ruine später abgerissen werden. Erhalten blieb nur ein ursprünglich zum Schweizerhaus gehörendes kleines Gerätehaus, das heute unter Denkmalschutz steht.
Im frühen 19. Jahrhundert bestand eine nur sonntags geöffnete Spielbank, die mit ihrem Mindesteinsatz von acht Groschen vor allem einfache Leute besuchten. Der Betrieb wurde nach dem Glücksspielverbot durch die Paulskirchenversammlung (in Kraft seit Mai 1849) eingestellt.
Die Steine des alten Klosters nutzte man 1870 zum Bau des Hotels Klostermühle, das ab 1912 auch Strom für Alexisbad lieferte. In der DDR dienten die Anlagen des Ortes dem Erholungswesen als Ferienheime. Die Deutsche Reichsbahn, das Baukombinat Magdeburg, das Ministerium des Innern und das Ministerium für Staatssicherheit (gegenüber dem Bahnhof) betrieben in Alexisbad jeweils eigene Bettenhäuser und Ferienheime; die Bezirksleitung der SED von Halle (Saale) unterhielt im Ort ein Gästehaus. Das heutige Hotel Morada war unter anderem das Urlaubsquartier für Angehörige der Volkspolizei und deren Familien. Das ehemalige Ferienheim des Ministeriums für Staatssicherheit firmiert seit Anfang der 1990er Jahre, durch Anbauten erweitert, als Hotel Habichtstein. Das frühere Ferienheim des Ministeriums des Innern gehört heute zur Hotelkette Morada. Daneben gibt es in dem weiterhin viel besuchten Harzgeröder Ortsteil Alexisbad zwei privat geführte gastronomische Einrichtungen. Zwei ehemalige Heime der Deutschen Reichsbahn konnten bisher keiner Nutzung zugeführt werden.

## Bauwerke
Ein noch heute erhaltenes Teehäuschen der ehemaligen Herzogin aus dem Jahr 1815 wurde bereits im 19. Jahrhundert für Gottesdienste genutzt. 1933 konnte es mit dem danebenstehenden Glockenstuhl von der Landeskirche Anhalt gekauft werden. Bei einem Festgottesdienst Ostern 2008 erhielt der alte Pavillon den Namen Petruskapelle. Die Kulturdenkmale des Orts sind im örtlichen Denkmalverzeichnis eingetragen, wobei die Ortslage zwischen dem Bahnhof Alexisbad im Süden bis zum Café Elysium im Norden insgesamt als Denkmalbereich eingetragen ist. Bemerkenswert ist auch die aus der Mitte des 19. Jahrhunderts stammende Plastik Stehender Hirsch vor dem Hotel Morada.

## Bahnhof

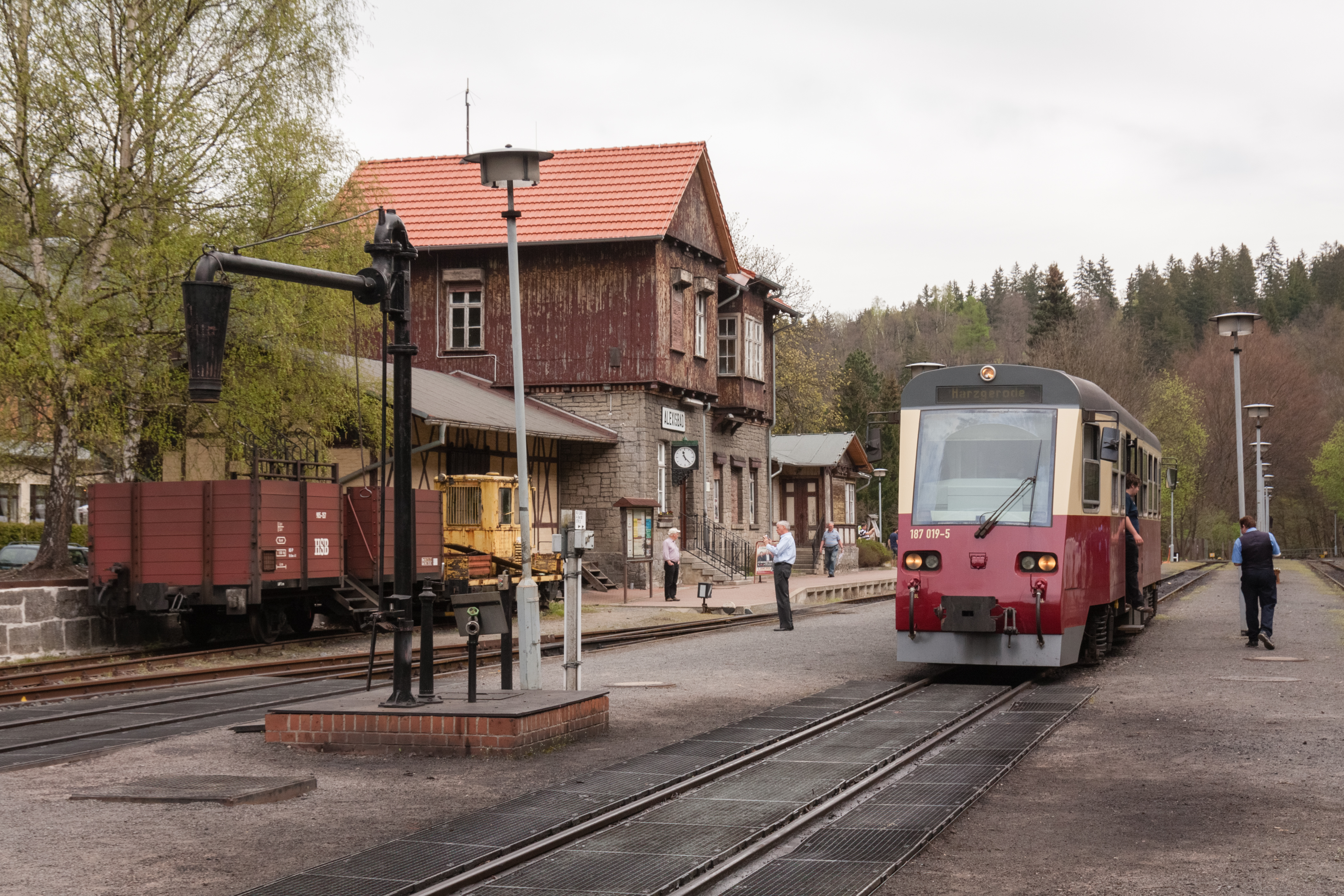
Bahnhof Alexisbad mit HSB-Zug nach Harzgerode

Seit 1887 bildet der Bahnhof Alexisbad den Betriebsmittelpunkt der schmalspurigen Selketalbahn. Hier treffen sich die Strecken von Gernrode, Harzgerode und Hasselfelde.
Die Harzer Schmalspurbahnen (HSB) setzen hier im Gegensatz zur Harzquerbahn meist keine Dampflokomotiven der Baureihe 99.23–24 mehr ein, sondern verschiedene Einzelgänger. Bekannt ist Alexisbad dabei für die Doppelausfahrt von zwei Dampfzügen auf den sich verzweigenden Strecken am südlichen Bahnhofskopf. Diese findet im neuen Fahrplan allerdings nur noch bei Sonderzügen statt.
Empfangsgebäude und Güterschuppen sind nicht mehr in Benutzung, sondern geschlossen. Der Zugbetrieb wird mittlerweile von Nordhausen aus geleitet.
Vor dem Bahnhof befindet sich ein kleiner Busbahnhof mit vier Haltestellen, von denen die Harzer Verkehrsbetriebe die größeren Orte und Städte Ballenstedt, Quedlinburg, Harzgerode und Güntersberge erreichbar macht.

## Tourismus

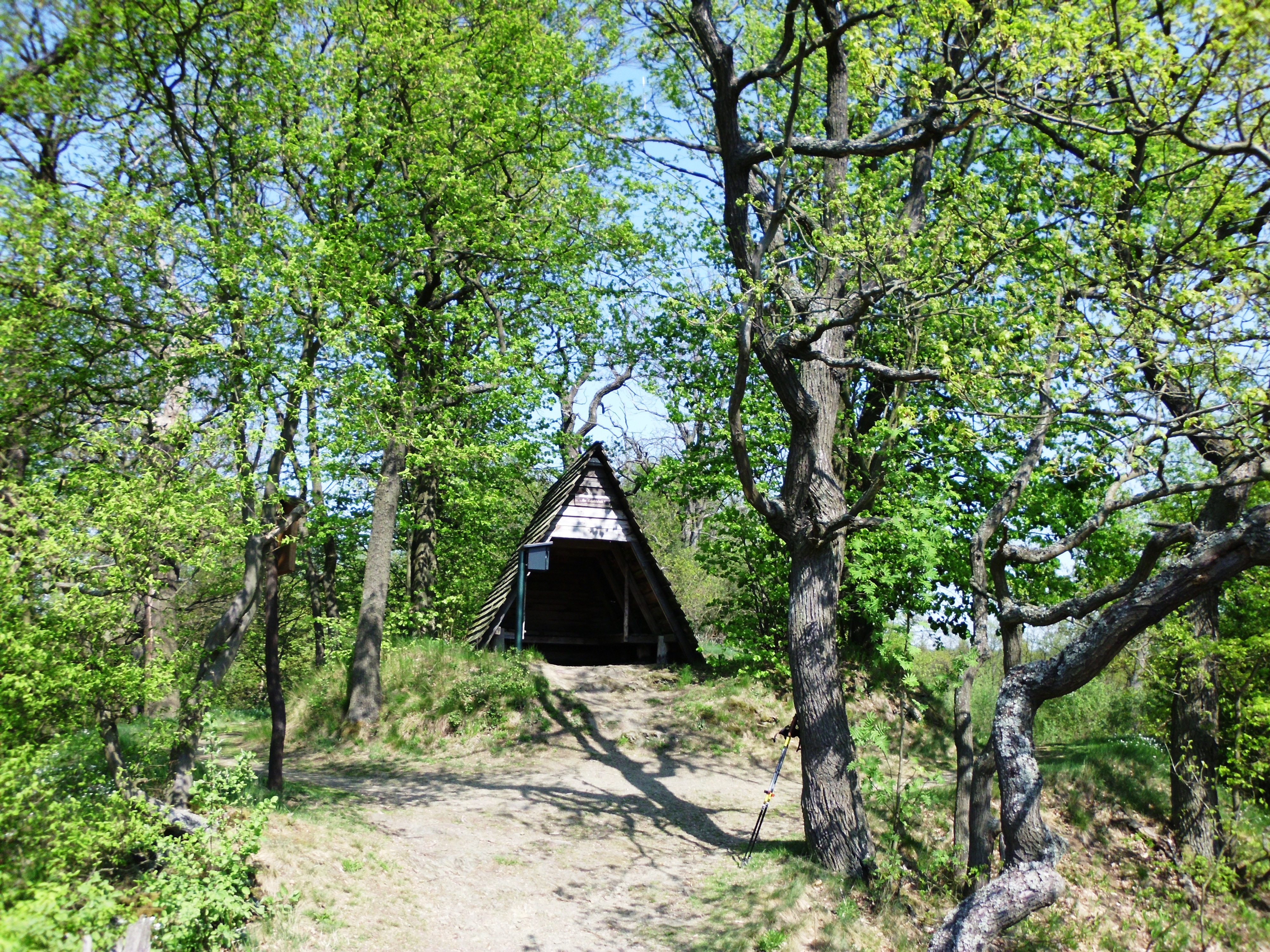
Schutzhütte an der Verlobungsurne

Die Wirtschaft des Ortes ist vom Tourismus geprägt. Im Ort bestehen mehrere Hotels, Pensionen und Gaststätten. Wanderwege führen in die nähere landschaftlich schöne Umgebung. Bekannte Ausflugsziele sind die Verlobungsurne, der Luisentempel, das Birkenhäuschen, die Schönsicht, das Friedensdenkmal, die Köthener Hütte und das Fürst-Friedrich-Albrecht-Denkmal.

## Persönlichkeiten
In Alexisbad verstarb die Herzogin von Anhalt-Bernburg Friederike von Schleswig-Holstein-Sonderburg-Glücksburg (1811–1902). Der deutsche Arzt Carl Wilhelm Adolph Richter (1808–1877) war zeitweise in Alexisbad tätig.
Der Schriftsteller Walter Kempowski beschrieb Alexisbad im Kapitel Harzreise seines Romans Tadellöser & Wolff, nannte den Ort jedoch „Sophienbad“. Er beschrieb seine Kindheitserlebnisse während des Sommerurlaubs 1939 in Alexisbad, wo Familie Kempowski im „Offiziersheim“ als Feriengäste wohnte. Dieses „Offiziersheim“ ist erhalten und in einem Hotelkomplex integriert.